# 理忠女王
理忠女王（りちゅうじょおう、寛永18年8月22日（1641年9月26日） - 元禄2年8月26日（1689年10月9日））は、江戸時代前期の尼僧。父は後水尾天皇。母は櫛笥隆子。幼名は柏宮。京都宝鏡寺第21世門跡。
1656年（明暦2年）、宝鏡寺に入って得度し、法諱を理忠、号を義山と号した。1681年（天和元年）、景愛寺の寺主となって紫衣を許可され、1689年（元禄2年）に高徳院の号を賜った。墓所は真如寺内の宝鏡寺宮陵にある。